# 帝國碼頭市街賽道
帝國碼頭市街賽道（英語：Port Imperial Street Circuit）是一條計劃於美國紐澤西州威霍肯與西紐約的賽道，全長5.1（3.2英里）。
2011年10月宣布將舉辦國際汽車聯盟 一級方程式錦標賽美洲大獎賽。這場賽事最初訂於2013年賽曆，然而卻因為財政困難、未能獲得國際汽聯的批准、主辦單位缺乏準備，以及合約糾紛，導致一連串的延期與耽擱。一級方程式總裁兼首席執行官伯尼·埃克萊斯頓曾表示「最早的可能」將在2016年舉辦這場於紐澤西的賽事。

## 位置及設計

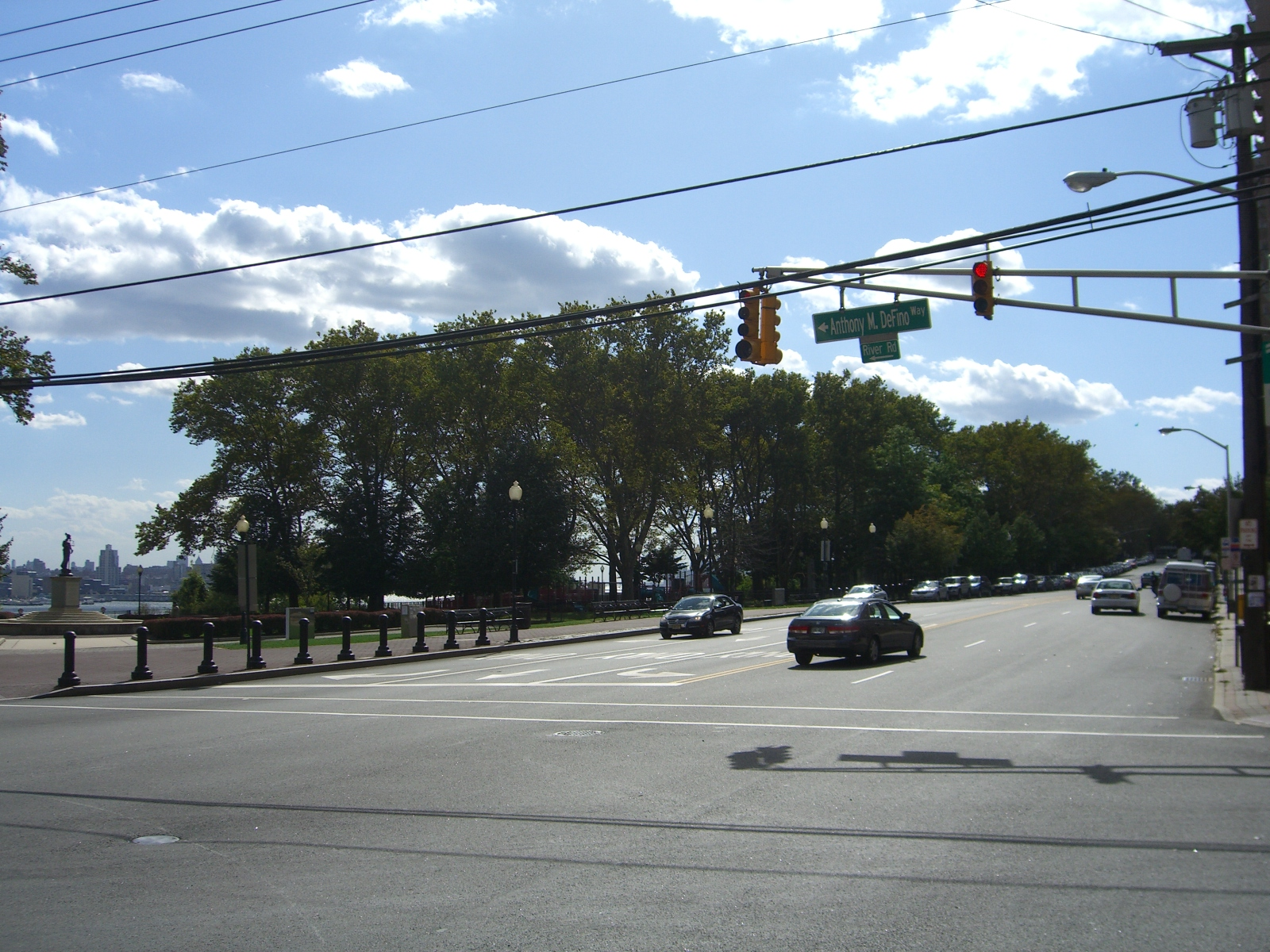
山邊大道與東方大道的路口是這條賽道的最高點

經過多年在紐約都會區尋找合適的地點後，這條賽道才被決定坐落於哈德遜河和哈德遜峭壁旁，能夠一覽天際景觀和海拔變化，另外這裡也有方便的大眾運輸工具。
這是一條順時針方向的賽道，由德國賽道設計師赫爾曼·提爾克所設計。賽道的起跑線計畫毗鄰於紐約水上公路的渡輪碼頭旁，而維修站和車庫則位於渡輪碼頭與帝國碼頭大道之間。賽道的第一段沿著整條哈得遜河海濱走廊，旨在使賽車能夠跑過整個帝國港，之後在沿著潘興路爬上哈德遜峭壁。接著來到東方大道，一直到北端的唐納利紀念公園（Donnelly Memorial Park）後右轉下坡至山邊大道（Hillside Avenue），一直到盡頭後便是一個鄰近西紐約汙水處理廠的髮夾彎。賽道最後一路沿著帝國碼頭大道向南回到帝國碼頭。從帝國港至哈德遜峭壁的海拔高度變化將近150英尺（46），使這條賽道成為賽曆中海拔高度變化最大的賽道之一。
儘管賽道會經過住宅區，但當地的居民並不會被驅趕；相關單位也打算造訪七個受影響的住宅區。另外主辦單位更計畫不接受任何政府補助金來舉辦這場賽事。

## 賽事推廣
賽巴斯蒂安·維泰爾在2012年6月於此進行推廣的測試圈，他描述這是一條「特殊」的賽道，還說它將成為車手們喜愛的賽道。在談到賽道的高度變化和彎道時，他表示他想起了斯帕-弗朗科爾尚賽道和摩納哥賽道。根據維泰爾的描述，這條賽道將會由「快速、飄浮的彎道」組成，他預期賽道速度將會超過200英里每小時（320每小時），結論就是最勇敢的車手才有辦法贏得這條賽道的勝利。
大衛·庫塔在2012年8月於此駕駛以測試賽道路面，同時也拍攝紅牛車隊的宣傳影片，介紹這條賽道與周邊環境。

## 建設規劃

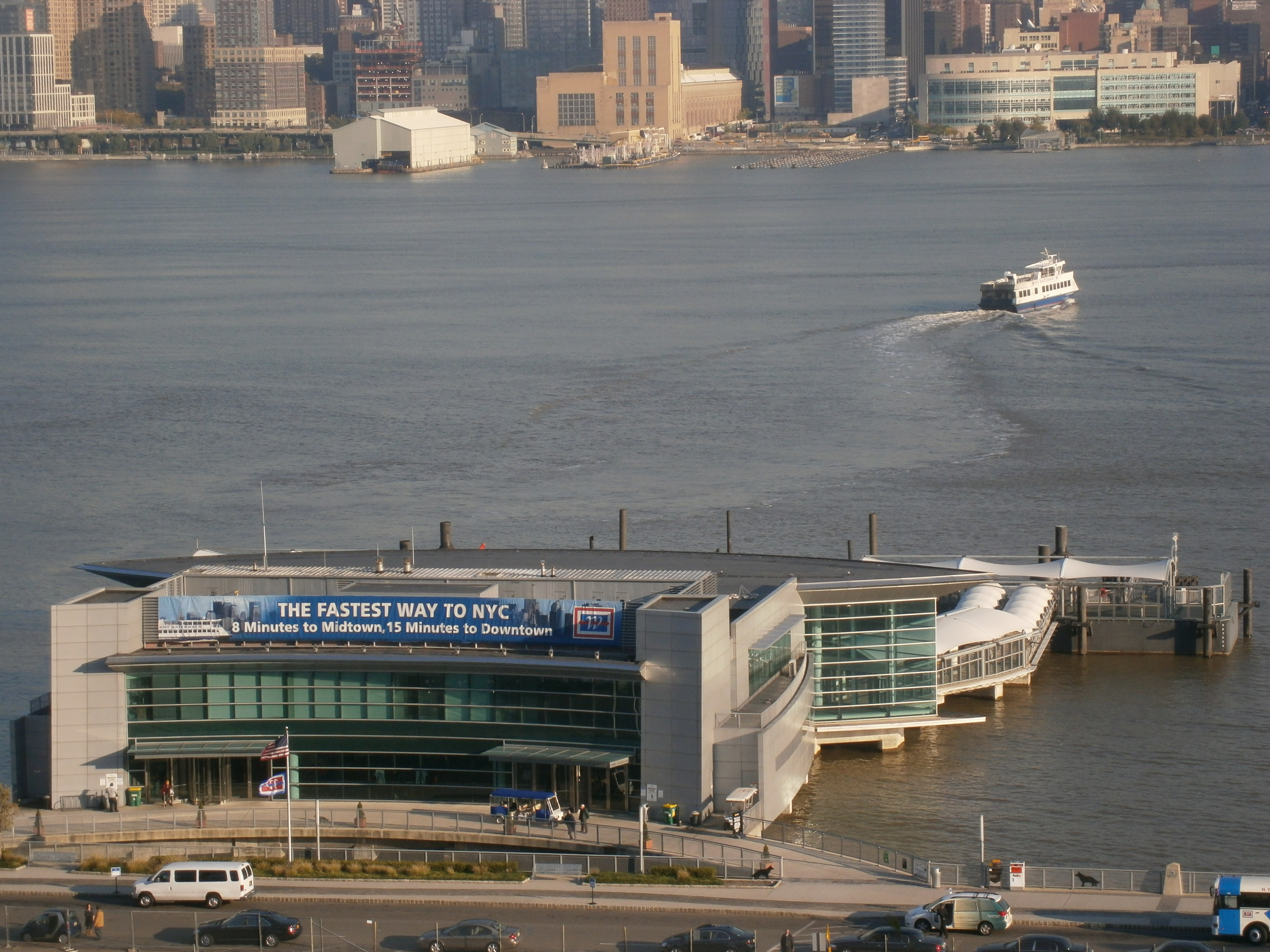
威霍肯港帝國碼頭，起跑／終點線毗鄰於此

賽事主辦人利奧·欣德利曾在2013年6月宣布比賽已經獲得所有必要的當地許可，以及31個承辦商已經進入籌備階段。這條賽道將完全以現有道路，因此除了維修站以外，不需要專門為了比賽去建造賽道的任何部分。賽事承辦人與市政府也在2013年6月簽下了合約。
先前計畫位於紐約河濱走廊渡輪碼頭，用來作為車隊司令部與裝備區的車庫建設在2012年7月動工，共有24個維修車庫。並構想將建築物一樓作為零售空間，會隨著每年舉行的比賽而改變。最終在2013年夏季完工。而兩間飯店也在2013年11月動工，建於帝國港停車場上方。
2013年6月，連接碼頭與輕軌車站間期待已久的天橋正式啟用，這被視為是大眾進入這條賽道最重要的一個地點。
在2013年8至11月間，完成了道路的重鋪和其他工程。為了創建一個平滑的路面，而分批完成重鋪工程，也不會使瀝青在倒入路面時冷卻。另外像是消防栓與號誌燈等的潛在的障礙物，還有待商榷是否要移除。
曾用於目前廢止的瓦倫西亞市街賽道中的路障，將有可能用於這條賽道。

## 電動方程式
根據2014年3月《富比士》的報導，電動方程式首席執行長亞歷杭德羅·亞甲（Alejandro Agag）透露他一直與承辦人協議將比賽帶到紐約地區，不過他要在大獎賽的財政狀況解決後，才能保證將電動方程式舉辦於紐約。

## 外部連結
- Donahue, Brian, , The Star-Ledger, October 31, 2011  [2014-11-09], （原始内容存档于2018-09-18）
- Kilgannon, Corey, , The New York Times, November 7, 2011

賽道位於威霍肯與西紐約市區的街道

- Port Imperial Street Circuit on Google Maps